# Euselasia euboea
Euselasia euboea är en fjärilsart som beskrevs av William Chapman Hewitson 1852. Euselasia euboea ingår i släktet Euselasia och familjen Riodinidae. Inga underarter finns listade i Catalogue of Life.

## Bildgalleri

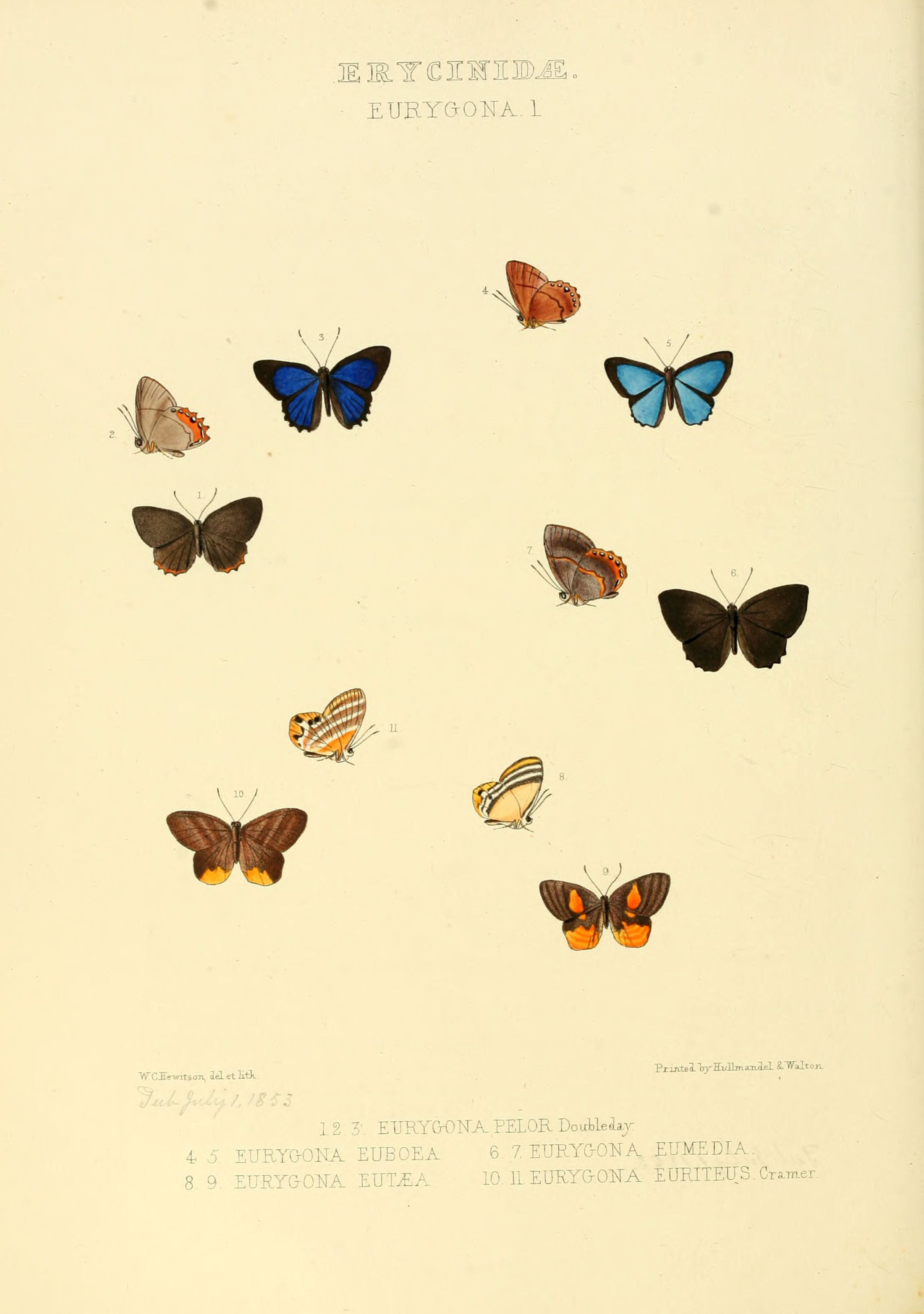